# Diego Scotti
Diego Martín Scotti Ponce De León (Montevideo, 14 gennaio 1977) è un ex calciatore uruguaiano, di ruolo centrocampista.

## Palmarès

### Club

#### Competizioni nazionali
- Campionato uruguaiano: 3

Nacional: 1998, 2000, 2001
- Liguilla Pre-Libertadores de América: 1

Nacional: 1999